# Estrecho de Canso

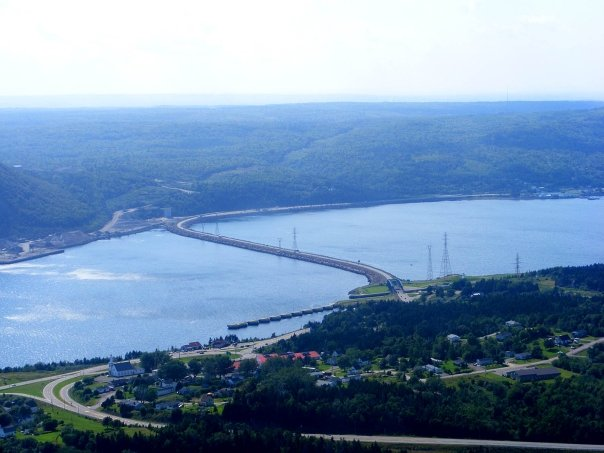
Vista aérea de la calzada de Canso, mirando al noroeste desde el lado de la isla del Cabo Bretón

El estrecho de Canso (en francés: Détroit de Canso; en inglés: Strait of Canso, o Gut of Canso o Canso Strait), es un estrecho de mar localizado en la costa atlántica de Canadá, entre la península de Nueva Escocia y la isla del Cabo Bretón. Es una de las tres salidas que comunican el golfo de San Lorenzo con el océano Atlántico, siendo las otras dos el estrecho de Belle Isle y el estrecho de Cabot.
Es un canal largo y estrecho de aproximadamente 27 km de longitud y de unos 3 km de anchura media (1 km en su parte más estrecha). El estrecho conecta la bahía Chedabucto, en el océano Atlántico, con la bahía de St. George, en el estrecho de Northumberland, una subcuenca del golfo de San Lorenzo.  El estrecho es bastante profundo (más de 60 m) con dos comunidades principales, ambas con puerto, situadas en riberas enfrentadas, Port Hawkesbury, en el lado oriental, y Mulgrave, en el lado occidental. El estrecho es cruzado por la calzada de Canso para tráfico de vehículos y ferrocarril, inaugurada en 1955. El canal de Canso permite a los buques pasar a través de la calzada, y admite cualquier barco capaz de transitar por la vía marítima del San Lorenzo y la vía navegable de los Grandes Lagos.
Un interesante relato de los primeros asentamientos en la zona se da en las cartas de Henry Nicholas Paint (1830-1921), residente local y comerciante y miembro del Parlamento por el condado de Richmond, cuyo padre Nicholas asegurado valiosas donaciones tierras y se instaló en una casa de piedra en Belle Vue en 1817.